# César Chávez
Cesario Estrada Chávez (Yuma, Arizona, 31 de marzo de 1927 - San Luis, Arizona, 23 de abril de 1993), más conocido como César Chávez, fue un líder campesino y activista de los derechos civiles estadounidense quien, junto a Dolores Huerta, fundó la Asociación Nacional de Campesinos en 1962, que después fue reconocido como el sindicato Unión de Campesinos. 
Como trabajador del campo estadounidense de origen mexicano, Chávez se convirtió en el más reconocido activista de los derechos civiles, y fue fuertemente promocionado por el movimiento sindical estadounidense, que buscaba inscribir a miembros hispanos. Su promoción del sindicalismo a través de relaciones públicas y uso de tácticas agresivas pero no violentas convirtió la lucha de los trabajadores campesinos en una causa moral que contaba con apoyo al nivel nacional. Para finales de los 1970, sus tácticas habían obligado a los cultivadores a reconocer a la Unión de Campesinos como figura portavoz de la negociación para 50.000 agricultores en California y Florida.

## Biografía
Cesario Chávez nació el 31 de marzo de 1927 en Yuma, Arizona en una familia mexico-estadounidense con seis hijos. Fue hijo de Juana Estrada y Librado Chávez. Tenía dos hermanos, Richard (1929-2011) y Librado, y dos hermanas, Rita y Vicky. Le pusieron el nombre de su abuelo, Cesario. Chávez creció en una pequeña casa de adobe, el mismo hogar en el que nació. Su familia eran dueños de un supermercado y un rancho, pero el terreno se perdió durante la Gran Depresión. La casa de la familia fue recogida después de que su padre aceptara desbrozar ocho acres del terreno a cambio de la escritura de la casa, un acuerdo que después fue roto. Luego, cuando el padre de Chávez intentó comprar una casa, no pudo pagar el interés en el préstamo y la casa fue vendida al dueño original. Su familia después se mudó a California a trabajar como granjeros.
La familia Chávez se enfrentó con muchas dificultades en California. La familia plantaba guisantes y lechuga en el invierno, cerezas y frijoles en la primavera, elote y uvas en el verano, y algodón en el otoño. Cuando Chávez era adolescente, él y su hermana mayor Rita les ayudaban a otros trabajadores granjeros y a sus vecinos para llevar a los que no podían manejar a ver el doctor en el hospital.
En 1942, Chávez dejó la escuela en el séptimo grado. Fue su último año en atender una escuela formal porque él no quería que su madre tuviera que trabajar en el campo. Chávez abandona la escuela para trabajar de tiempo completo como un trabajador migrante del campo. En 1947 se inscribió en la Marina de Estados Unidos, sirviendo por dos años. Chávez esperaba que en la marina pudiera aprender habilidades que le sirviesen cuando regresara a la vida civil. Después, Chávez describiría sus experiencias en la fuerza naval como “los peores dos años de su vida.”

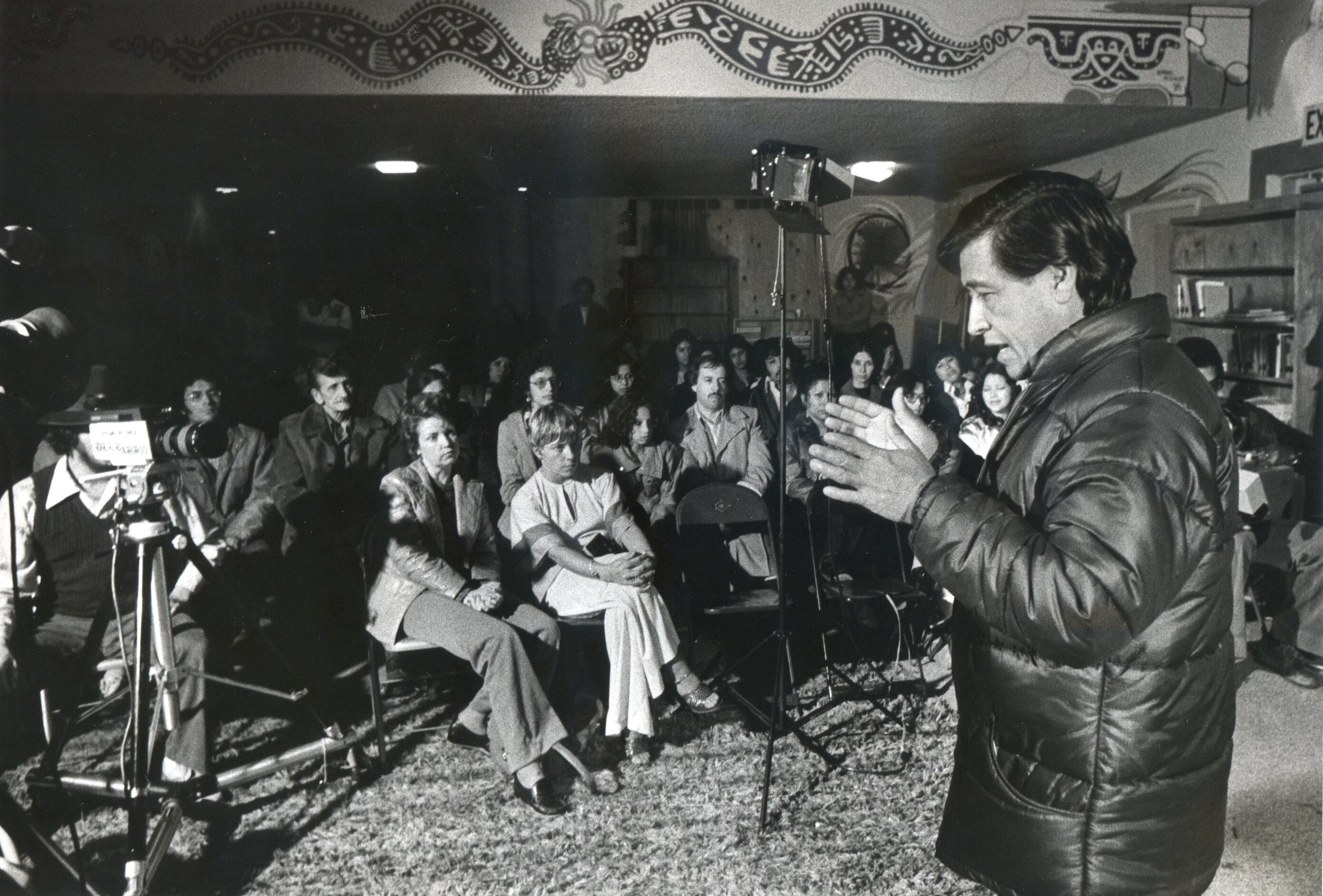
Cesar chavez en huelga hall de colegio cesar chavez

Su liderazgo consistió en restringir la inmigración irregular de trabajadores en el campo y la protección del mejor pago y los derechos de los campesinos estadounidenses sindicalizados. Con este fin, levantó protestas contra el empleo de migrantes mexicanos en el campo y la deportación al Servicio de Inmigración y Naturalización de campesinos que rehusaban unirse al sindicato de campesinos, UFW. Logró exitosas batallas, entre ellas la terminación del "Programa Bracero" favoreciendo a los trabajadores campesinos estadounidenses. 
En un esfuerzo para impedir el cruce de inmigrantes indocumentados por la frontera con México, en 1973, organizó a miembros del sindicato de campesinos UFW para trazar lo que se llamó la "Wet Line" (la línea de los mojados), donde miembros del sindicato bloqueaban el paso de la frontera Arizona-Sonora en zonas deshabitadas del desierto; por este motivo actualmente se le compara como el "Minuteman" de nuestros tiempos; estas acciones no obstante favorecer a los trabajadores estadounidenses, llevaron a la discriminación, persecución y victimización de los trabajadores indocumentados. Por su labor en favor de los campesinos estadounidenses, a César Chávez se le considera uno de los más importantes luchadores sociales por los derechos de los campesinos en Estados Unidos.
En 1965, Chávez y la NFWA dirigieron una huelga de los recolectores de uva en demanda de mejores salarios, apoyada por un boicot de uvas. Cinco años después, sus esfuerzos resultaron en la primera victoria importante para los trabajadores en EE. UU. Influenciado por la filosofía de Gandhi, continuó la lucha contra las compañías más grandes, y llegó a participar en tres huelgas de hambre, logrando mejores salarios y condiciones laborales para los campesinos norteamericanos. Previo a su muerte, preparaba un boicot contra el uso de pesticidas dañinos.
Dio su apoyo a la causa del partido Trabajadores del Campo (National Farm Workers Association, en inglés) que después se convertiría en el sindicato Unión de Campesinos. También apoyó la organización Liga de ciudadanos latinoamericanos unidos (LULAC, por sus siglas en inglés) por muchos años.
Se volvió un héroe del movimiento laboral estadounidense por apoyar los derechos de los trabajadores norteamericanos en detrimento de los trabajadores indocumentados. Chávez también era vegano y apoyaba los derechos de los animales.
César Chávez murió a los 66 años de edad.

## Honores póstumos

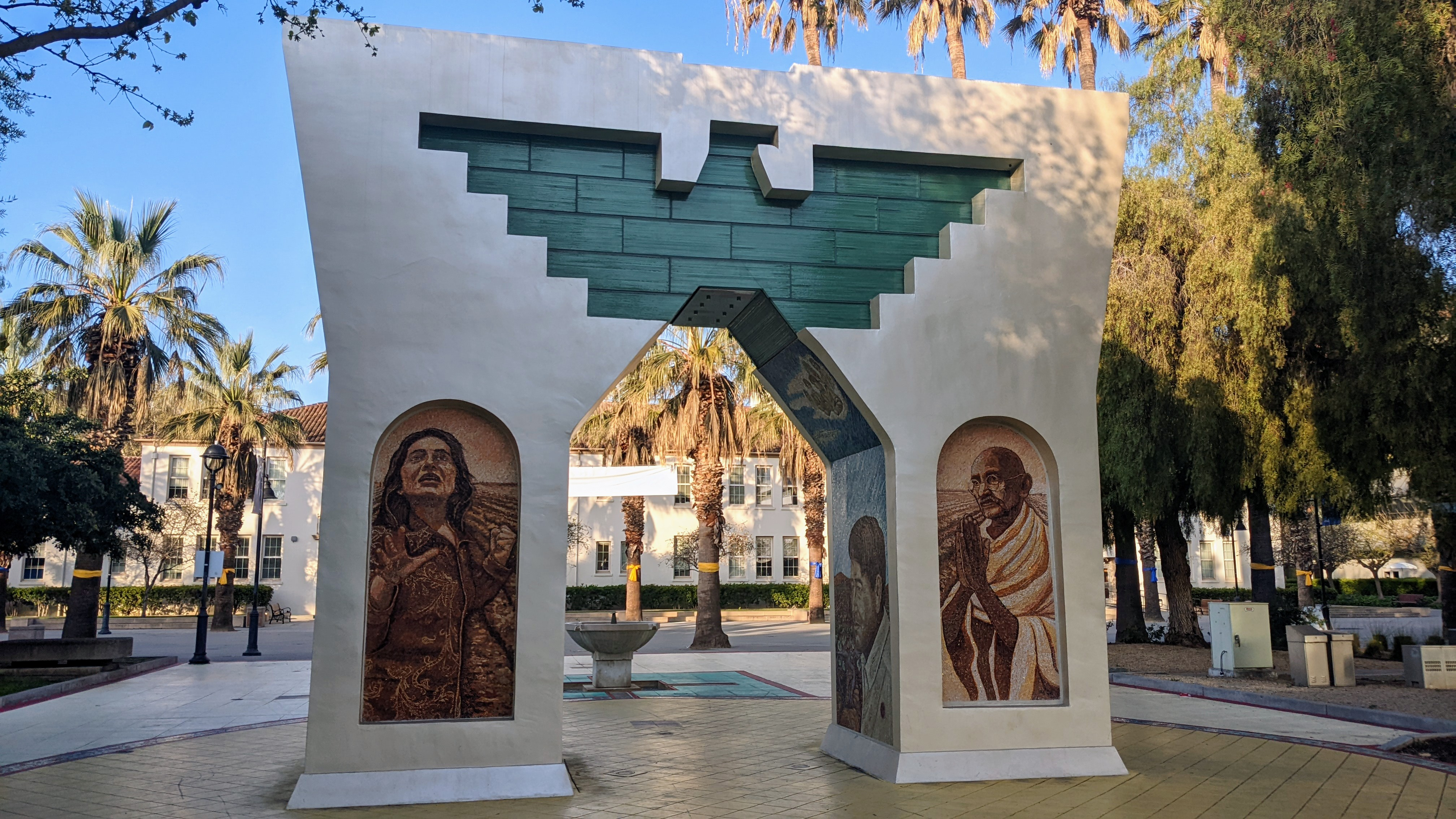
El Arco de la Dignidad, igualdad y Justicia de Judith Baca en San José, California, representando a César Chávez en mosaico

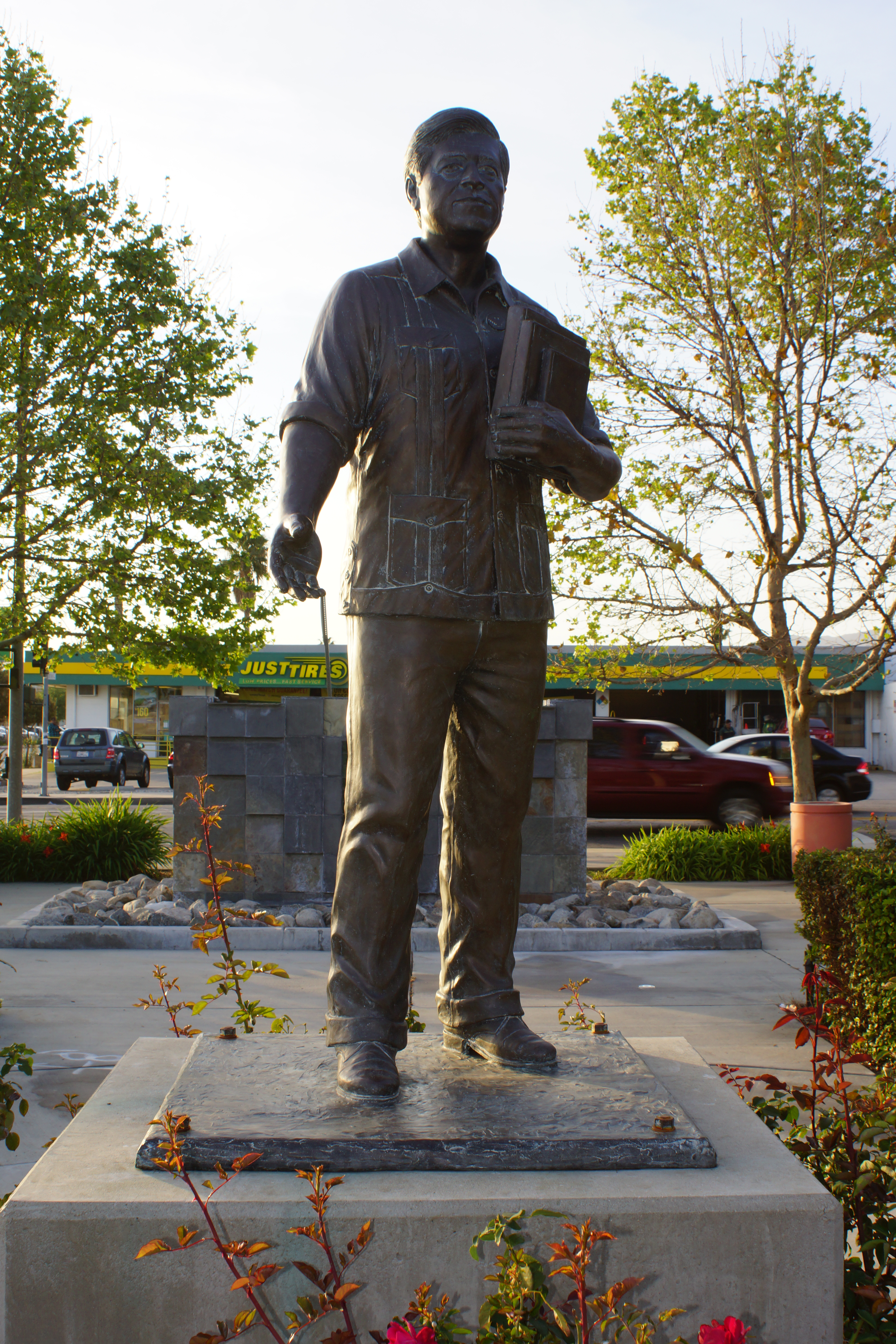
estatua de Cesar Chavez

Durante su vida, el Colegio César Chávez fue una de las pocas instituciones nombradas en su honor, pero después de su muerte se convirtió en un gran ícono histórico para la comunidad latina. Por lo tanto, muchas escuelas, calles y parques llevan su nombre. Llegó a ser un ícono para la organización laboral y política izquierdista simbolizando el apoyo para los trabajadores y para el fortalecimiento hispano en la organización de base.
También es conocido por haber popularizado la consigna «Sí, se puede», que fue adoptada para la campaña de Barack Obama en el 2008. Aunque la Unión de Campesinos flaqueó unos años después de la muerte de Chávez en 1993, sus esfuerzos dieron pie a numerosas mejoras para trabajadores sindicalizados. Desde entonces, Chávez se ha convertido en un “santo popular” icónico en el panteón de mexicano-estadounidenses. Recibió muchos honores y premios durante su vida y una vez fallecido, entre los cuales la Medalla Presidencial de la Libertad en 1994. Su cumpleaños, el 31 de marzo, es un día feriado conmemorativo a nivel federal (Día de César Chávez), celebrado en varios estados de Estados Unidos.
Chávez es recordado en California, donde el congreso local aprobó en 2000 una propuesta para crear un día festivo pagado en su honor. Desde entonces, se celebra cada año el Día de César Chávez el 31 de marzo, el día del cumpleaños de Chávez. Texas también reconoce el día, y en Arizona y Colorado es día festivo opcional. Este día festivo es el primero en la historia de los Estados Unidos otorgado a un mexicano-estadounidense y a un líder de los trabajadores. En su honor fundaron una escuela en la ciudad de Phoenix (Arizona). La escuela se llama Cesar Chavez High School.
Muchas ciudades también le han rendido honores renombrando calles y escuelas por Chávez. Entre estas ciudades se incluyen: San Francisco, Los Ángeles, Santa Bárbara, Coachella, Calexico, Oxnard, Houston, Santa Fe, Austin, Milwaukee, Washington D. C., Kansas City (Misuri), Saint Paul, Salt Lake City y Phoenix. Las ciudades californianas de Sacramento, San Diego, Berkeley, Calexico, San José, Coachella, y Oakland (California) también han renombrado parques en su memoria. El servicio postal estadounidense le dedicó una estampilla en 2004, y en 2021 el entonces recién electo 46.º presidente de Estados Unidos Joe Biden hizo colocar un busto de bronce de Chávez en el despacho oval de la Casa Blanca.